# Кошарская
Кошарская — пересыхающая река в Сарпинском районе Калмыкии. Протекает в одноимённой балке Ергенинской возвышенности. Левый приток реки Зельмень. В среднем течении реки располагался хутор Терновый†.

## Данные водного реестра
По данным государственного водного реестра относится к Западно-Каспийскому бассейновому округу. По данным геоинформационной системы водохозяйственного районирования территории РФ, подготовленной Федеральным агентством водных ресурсов:
- Речной бассейн: Реки бассейна Каспийского моря на юг от бас Терека до гр РФ (4)
- Речной подбассейн: нет (0)
- Водохозяйственный участок: Бессточные территории междуречья Терека, Дона и Волги (1)
- Длина водотока — 22 км
- Водосборная площадь — 165 км²
- Код по гидрологической изученности: 108200013
- Номер тома по ГИ 8
- Выпуск по ГИ 2